# Torrevelilla
Torrevelilla  (katalanisch: La Torre de Vilella) ist eine spanische Gemeinde in der Provinz Teruel der Autonomen Region Aragón. Sie liegt rund 17 Kilometer südlich von Alcañiz in der Comarca Bajo Aragón (Baix Aragó) im überwiegend katalanischsprachigen Gebiet der Franja de Aragón. 2024 hatte die Gemeinde 182 Einwohner. 

## Geografie
Die Gemeinde liegt in einer Ebene zu Füßen der Sierra de San Marcos.

## Geschichte
Im Jahr 1611 wurde die Pfarre eingerichtet. Der Ort unterstand dem Orden von Calatrava und wurde im 19. Jahrhundert als selbstständige Gemeinde konstituiert. Im Spanischen Bürgerkrieg erlitt der Ort Schäden.

## Sprache
Die hier und in den Gemeinden La Cañada de Verich, Aguaviva und La Ginebrosa gesprochene katalanische Mundart (Parlar d'Aiguaiva) weist einige Besonderheiten auf.

## Wirtschaft
Die Landwirtschaft produziert hauptsächlich Oliven, Mandeln und Getreide, weiter bestehen Schweine-, Geflügel, Ziegen- und Schafzucht.

## Einwohner
| 2001 | 2006 | 2011 | 2013 |
| ---- | ---- | ---- | ---- |
| 205  | 204  | 216  | 211  |

## Sehenswürdigkeiten
- Die nach dem Spanischen Bürgerkrieg bis 1953 wieder aufgebaute Kirche Santa Quiteria.
- Rathaus
- Häuser Ruiz und Conrado Vallés
- Zwei Waschhäuser
- Einsiedelei San Joaquín
- Das frühere Haus von Pelegrina Vallés mit einer ethnologischen Ausstellung.